# Filipova Hora
Filipova Hora (deutsch Philippsberg) ist ein Ortsteil der Gemeinde Tlumačov in Tschechien. Er liegt sieben Kilometer südlich von Domažlice und gehört zum Okres Domažlice.

## Geographie
Filipova Hora befindet sich linksseitig über dem Quellgrund des Baches Rybniční potok im Neumarker Bergland (Všerubská vrchovina). Das Dorf liegt im Naturpark Český les. Im Norden erhebt sich die Filipova hora (641 m), nordöstlich die Butovice (590 m) und der Přední vrchovo (557 m), im Süden die Přední skála (607 m) sowie westlich die Halovska (644 m).
Nachbarorte sind Stráž und Tlumačov im Norden, Mrákov und Starý Klíčov im Nordosten, Krásnice, Nový Klíčov, Štítovky und Mlýneček im Osten, Všeruby und Kosteliště im Südosten, Maxov im Süden, Nový Spálenec, Spáleneček und Česká Kubice im Südwesten, Šnory und Stará Huť im Westen sowie Pelechy im Nordwesten.

## Geschichte
In den 1760er Jahren ließen die Grafen von Stadion in dem zur Allodialherrschaft Kauth gehörigen Quellgrund einen herrschaftlichen Hof anlegen, der nach Philipp von Stadion benannt wurde. Nachdem der Hof 1780 niedergebrannt war, gestattete die Herrschaft Kauth drei Familien aus Maxberg, sich dort anzusiedeln. Im Jahre 1837 bestand die zu Stallung konskribierte Dominikalsiedlung Philippsberg aus zwei Bauernhöfen und einem Jägerhaus. Pfarrort war Maxberg. Bis zur Mitte des 19. Jahrhunderts blieb Philippsberg der Herrschaft Kauth untertänig.
Nach der Aufhebung der Patrimonialherrschaft bildete Philippsberg/Filipsberg ab 1850 einen Ortsteil der Gemeinde Tlumačov im Gerichtsbezirk Taus. im Jahre 1862 bestand die Siedlung aus fünf Häusern, in denen 44 deutsche Katholiken lebten.
Ab 1868 gehörte das Dorf zum Bezirk Taus. In der zweiten Hälfte des 19. Jahrhunderts wuchs die an der Sprachgrenze gelegene Siedlung stark an und wurde gemischtsprachig. 1884 eröffnete in dem Dorf eine deutsche Schule. Die Ústřední matice školská befürchtete dadurch eine weitere Germanisierung und richtete im Jahr darauf in Pelechy eine tschechische Schule ein, in der auch die Kinder der Tschechen aus Philippsberg unterrichtet wurden. Im Jahre 1890 hatte Philippsberg 194 Einwohner, davon waren 117 Deutsche und 77 Tschechen.
Der tschechische Ortsname wurde 1924 von Filipsberg in Filipova Hora geändert. Nach dem Münchner Abkommen wurde Philippsberg von Tlumačov abgetrennt und als Ortsteil von Maxberg dem Deutschen Reich zugeschlagen. Zwischen 1939 und 1945 gehörte das Dorf zum Landkreis Markt Eisenstein. Nach dem Ende des Zweiten Weltkrieges kam Filipova Hora wieder zur Tschechoslowakei zurück und wurde erneut Teil der Gemeinde Tlumačov. Die meisten der deutschen Bewohner wurden vertrieben. Im Jahre 1991 hatte Filipova Hora 41 Einwohner. Im Jahre 2001 bestand das Dorf aus 23 Wohnhäusern, in denen 38 Menschen lebten. Insgesamt besteht der Ort aus 38 Häusern.

## Ortsgliederung
Der Ortsteil Filipova Hora ist Teil des Katastralbezirks Tlumačov u Domažlic. Zu Filipova Hora gehört der Weiler Krásnice (Krasnitz).

## Sehenswürdigkeiten
- Kruzifix im Ortszentrum
- Gezimmerte Chaluppen